# Mark Wahlberg

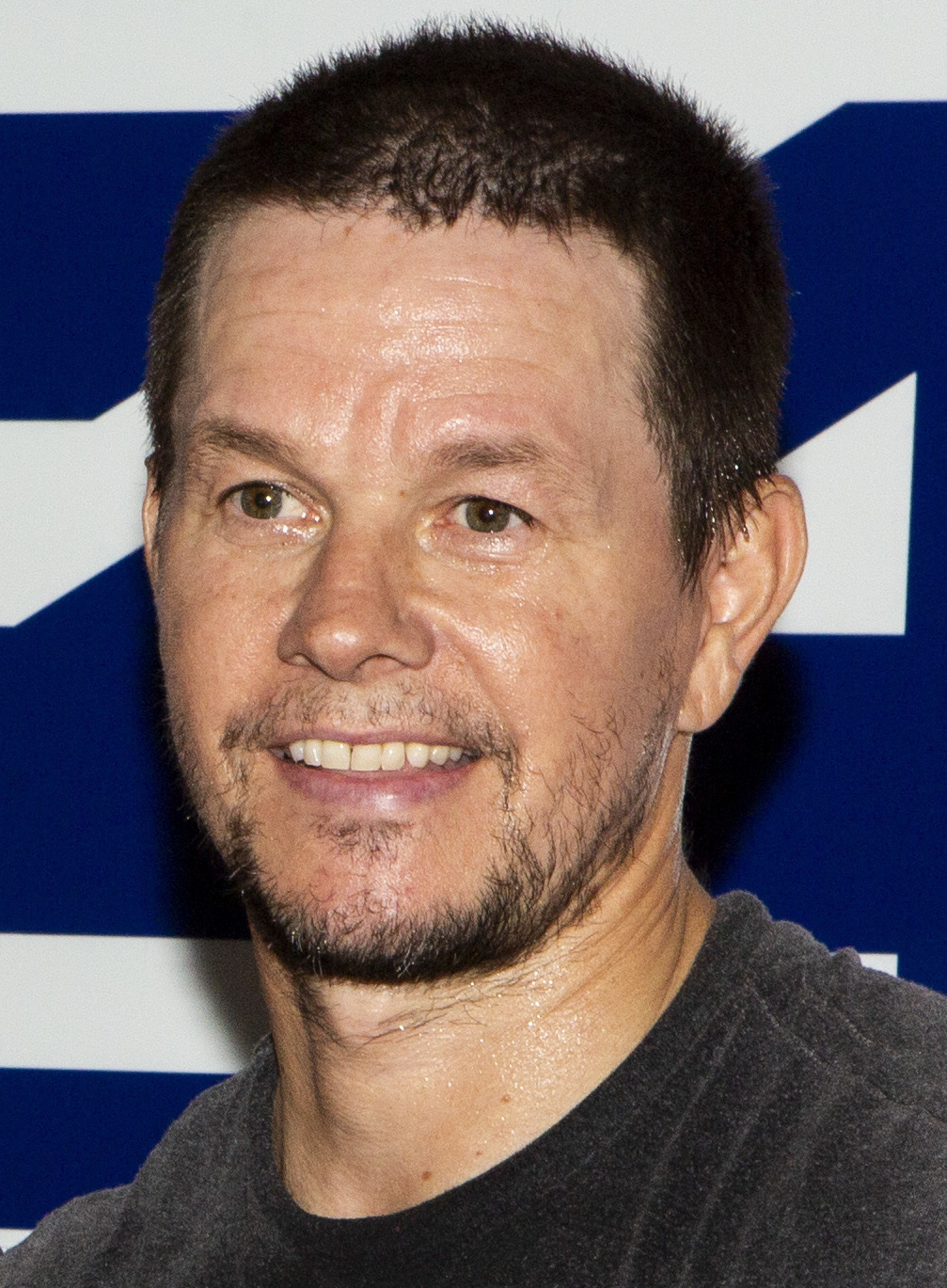
Mark Wahlberg (2021)

Mark Robert Michael Wahlberg, früher auch Marky Mark genannt (* 5. Juni 1971 in Boston, Massachusetts), ist ein US-amerikanischer Schauspieler und Filmproduzent. Bekannt wurde er im Jahr 1991 als Frontmann der Hip-Hop-Formation Marky Mark and the Funky Bunch und als Model für Calvin Klein. Nach einer musikalischen Zusammenarbeit mit Prince Ital Joe und Alex Christensen Mitte der 1990er Jahre stieg Wahlberg ins Filmgeschäft ein und erlebte seinen Durchbruch als Schauspieler mit der Tragikomödie Boogie Nights (1997). Für seine Rolle in Departed – Unter Feinden wurde er 2007 unter anderem für den Golden Globe Award und den Oscar als Bester Nebendarsteller nominiert. Er ist der jüngere Bruder des Sängers und Schauspielers Donnie Wahlberg.

## Leben

### Jugend
Der Sohn des Auslieferungsfahrers Donald E. Wahlberg Sr. († 2008) und der Bankangestellten sowie Krankenschwester Alma Elaine Donnelly († 2021) wurde als jüngstes der neun Geschwister Arthur, Jim, Paul, Robert, Tracey, Michelle, Debbie († 2003) und Donnie geboren. Er wuchs in Dorchester auf, einem von einer Vielzahl ethnischer Gruppen besiedelten Arbeiterviertel von Boston mit hoher Kriminalitätsrate. Trotz ganztägiger Berufstätigkeit der Eltern lebte die Familie an der Armutsgrenze. Die Ehe wurde im Jahr 1982 geschieden.
Wahlberg besuchte die Copley Square High School in Boston, verließ sie jedoch ohne Abschluss. Im Alter von 13 Jahren bot sich ihm die Möglichkeit, neben seinem Bruder Donnie Mitglied der sich in der Gründungsphase befindlichen Teenieband New Kids on the Block zu werden, doch stieg Mark Wahlberg bereits nach kürzester Zeit aus, lange bevor die Gruppe ihren ursprünglichen Namen Nynuk ablegte und ihren ersten Tonträger veröffentlichte. Stattdessen geriet Wahlberg als Jugendlicher durch zahlreiche kriminelle Handlungen mit dem Gesetz in Konflikt, darunter Bedrohung, Körperverletzung, rassistische Äußerungen, Vandalismus und Diebstahl. Im Alter von 16 Jahren wurde er wegen versuchten Mordes angeklagt und zu zwei Jahren Haftstrafe wegen Körperverletzung verurteilt, von denen er nur 45 Tage im Suffolk County House of Correction-Gefängnis auf Deer Island, Massachusetts, absaß. In einem weiteren Fall griff der damals 21-Jährige einen Nachbarn an und brach dessen Unterkiefer.

### Karriere im Musikgeschäft
Mit dem Ziel, Wahlberg eine Zukunft jenseits der Kriminalität zu ermöglichen, finanzierte ihm sein älterer Bruder Donnie 1991 ein eigenes Musikprojekt und verhalf ihm aufgrund seiner Popularität als Mitglied der New Kids on the Block zu einem Plattenvertrag. Darüber hinaus fungierte er als sein Produzent. Unter dem Namen Marky Mark and the Funky Bunch veröffentlichte Wahlberg bei Interscope Records im Juli 1991 das in den USA mit Platin ausgezeichnete Debütalbum Music for the People. Es erzielte Platz eins in den Top Heatseekers Album Charts sowie Platz 21 in den Billboard 200. Die Debütsingle Good Vibrations mit Loleatta Holloway als Gastmusikerin entwickelte sich zu einem weltweiten Hit und belegte unter anderem die Spitzenposition in den Billboard Hot 100 sowie in den Charts in Schweden und in der Schweiz. In Deutschland stieg sie bis auf Position drei empor. Sowohl Good Vibrations als auch die ausgekoppelte Nachfolgesingle Wildside, die in den USA in die Top Ten gelangte, erreichten Gold-Status. Musiksender wie MTV strahlten die Clips in Rotation aus.
Mit den zur Funky Bunch gehörenden afroamerikanischen Tänzern Hector „The Booty Inspector“ Barros, Scott „Scottie Gee“ Ross, Anthony „Ashey Ace“ Thomas und Terry „DJ-T“ Yancey begleitete Wahlberg als Vorgruppe die New Kids on the Block auf ihrer 1991er Wintertournee durch Europa und gewann auf diese Weise im relevanten Zielpublikum an Popularität und Bekanntheit. Er wurde mit mehreren Preisen bekannter Jugendmagazine ausgezeichnet, darunter dem Goldenen Bravo-Otto 1991 und dem Silbernen Bravo-Otto 1992 in der Kategorie „Dancefloor“ sowie mehreren Awards der seinerzeit erschienenen britischen Zeitschrift Smash Hits. Wahlberg, der bereits während seiner Pubertät mit diszipliniertem Muskel- und Fitnesstraining begann, präsentierte sich im Rahmen seiner Auftritte regelmäßig mit entblößtem Oberkörper und Baggy Pants, die den Bund oder das Label seiner Shorts freilegten. Höhepunkt bildete ein Strip, bei dem sich Wahlberg seiner Hose entledigte und den Zuschauern in Unterwäsche zeigte. Einhergehend mit der Euphorie, die seine Präsenz vor allem unter weiblichen Fans auslöste, entdeckte Modedesigner Calvin Klein Wahlbergs Potenzial als Unterwäschemodel. Im Rahmen mehrerer Werbekampagnen war Wahlberg exklusiv oder gemeinsam mit Kate Moss in Fernsehspots, Magazinen und Plakatwänden auf Fotografien von Herb Ritts zu sehen, darunter am Times Square in New York 1992. Im selben Jahr veröffentlichte Wahlberg sein zweites Album You gotta believe und seine erste selbstbetitelte Biografie.
1993 produzierte Wahlberg ein Fitnessvideo mit dem Titel The Marky Mark Workout: Form… Focus… Fitness. Zudem konzentrierte er sich auf eine musikalische Zusammenarbeit mit dem karibischen Reggae-Interpreten Prince Ital Joe und dem deutschen Produzenten Alex Christensen. Nach ihrem ersten Bühnenauftritt im Rahmen der Popkomm 1993 in Köln erschien in Europa das Album Life in the Streets. Die Auftaktsingle Happy People erreichte in der sich entwickelnden Eurodance-Szene im Frühjahr 1994 Platz vier der deutschen Charts, mit United schloss sich kurz darauf ein Nummer-eins-Hit an. Weitere Singleauskopplungen wie Life in the Streets und Babylon gelangten in die deutschen Top 20. 1995 bestritt das Duo eine bundesweite Tournee.
Mit der Single No Mercy (Fist of the Tiger) veröffentlichte Wahlberg 1995 einen Song über seinen Freund und Profiboxer Dariusz Michalczewski, der auch im zugehörigen Musikvideo mitwirkte. Für das Magazin Vanity Fair ließ sich Wahlberg 1996 von Annie Leibovitz erneut in Unterwäsche fotografieren.

### Schauspielkarriere

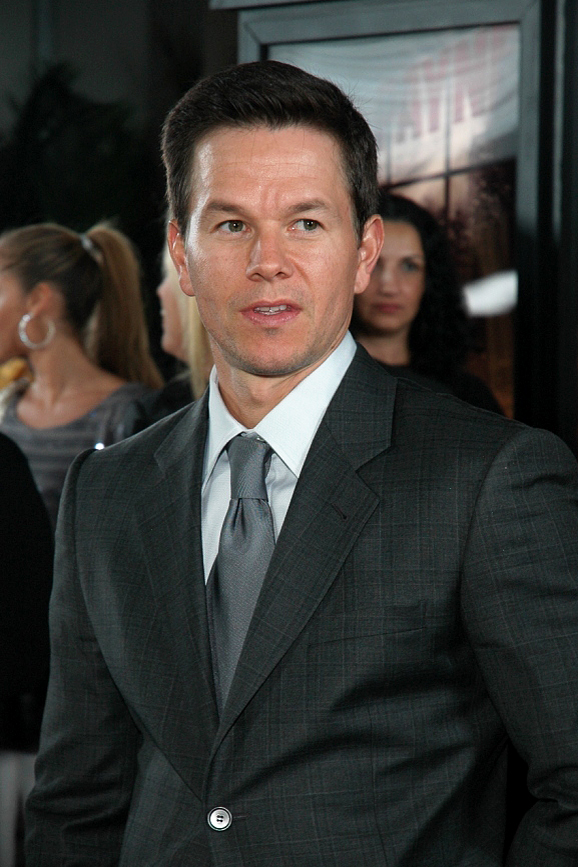
Mark Wahlberg (2008)

Parallel zu seiner Tätigkeit in der Musikindustrie stieg Wahlberg nach einem Auftritt als Marky Mark in der Fernsehproduktion Die Wahrheit führt zum Tod 1993 ins Filmgeschäft ein. Unter seinem bürgerlichen Namen gab er 1994 an der Seite von Danny DeVito sein Leinwanddebüt als Soldat in der Militärkomödie Mr. Bill und übernahm im folgenden Jahr neben Hauptdarsteller Leonardo DiCaprio seine erste große Nebenrolle als krimineller Drogensüchtiger in der auf den Tagebüchern des Jim Carroll basierenden Filmbiografie Jim Carroll – In den Straßen von New York. Nach einer Hauptrolle als Psychopath in Fear – Wenn Liebe Angst macht (1996) gelang Wahlberg mit Boogie Nights 1997 der Durchbruch als Filmschauspieler. In der Tragikomödie des Regisseurs Paul Thomas Anderson über die amerikanische Porno-Industrie der 1970er Jahre stellte Wahlberg Aufstieg und Fall des Pornostars Dirk Diggler dar und erhielt für diese Leistung eine Nominierung für den Satellite Award.
Mit der Kriegssatire Three Kings (1999), Wolfgang Petersens Katastrophenfilm Der Sturm (2000), dem Musikfilm Rock Star (2001), Tim Burtons Neuverfilmung des Romanklassikers Planet der Affen (2001) oder dem Gangsterfilm The Italian Job – Jagd auf Millionen (2003) etablierte sich Wahlberg als Schauspieler Schritt für Schritt an der Seite von Hollywoodgrößen wie Burt Reynolds, George Clooney, Donald Sutherland, Edward Norton oder Charlize Theron.
In The Yards – Im Hinterhof der Macht (2000) und Helden der Nacht – We Own the Night (2007) arbeitete Wahlberg mit Joaquín Phoenix und Regisseur James Gray zusammen und fungierte in letzterem Film zudem als Co-Produzent. Die beiden Schauspieler waren ferner für die beiden Hauptrollen der homosexuell veranlagten Cowboys in Brokeback Mountain vorgesehen, lehnten das Angebot jedoch wegen der geforderten Sexszenen ab.
Seinen bis dato größten Erfolg erzielte Wahlberg im Jahr 2006, als ihn Martin Scorsese in seinem Thriller Departed – Unter Feinden an der Seite von Leonardo DiCaprio, Matt Damon, Jack Nicholson, Martin Sheen und Alec Baldwin besetzte. Für seine Leistung als Bostoner Polizist Bryce Dignam wurde er im Rahmen der Oscarverleihung 2007 als Bester Nebendarsteller nominiert. Darüber hinaus erhielt er eine Nominierung für den Golden Globe Award, den National Society of Film Critics Award sowie den Online Film Critics Society Award.
2007 agierte Wahlberg als ehemaliger Scharfschütze der US-Marineinfanterie in Antoine Fuquas Shooter und wurde von der Kritik als neuer Actionheld bezeichnet. In Max Payne, der Verfilmung des gleichnamigen Computerspiels, übernahm Wahlberg 2008 die Titelrolle. Im selben Jahr belegte er Platz eins in VH1’s Top 40 Hottest Hotties of the 90s. 2010 wurde Mark Wahlberg mit einem Stern auf dem Hollywood Walk of Fame ausgezeichnet.
Wahlberg dreht seit 2010 vor allem Komödien und Actionfilme. Regisseure, mit denen er mehrfach zusammenarbeitete, sind Michael Bay und Peter Berg. Sein Schaffen umfasst mehr als 60 Produktionen.
Neben seiner Tätigkeit als Schauspieler fungiert Wahlberg auch als Co-Produzent der HBO-Serien In Treatment, How to Make It in America, Boardwalk Empire und Entourage. Letztere beruht zum Teil auf seinen Erfahrungen als aufstrebender Hollywoodschauspieler und wurde in den Jahren 2007 und 2008 für den Emmy nominiert.
Wahlbergs deutsche Synchronstimme wird ihm seit Boogie Nights (1997) bis auf wenige Ausnahmen von Oliver Mink verliehen.
Laut dem Wirtschaftsmagazin Forbes belegt Wahlberg im Zeitraum Juni 2019 bis Juni 2020 den dritten Platz in der Kategorie bestbezahlter männlicher Schauspieler.

### Weitere Betätigungsfelder
Im Mai 2001 gründete Wahlberg die Mark Wahlberg Youth Foundation, die Geld für Jugendförderungsprogramme organisiert und bereitstellt.
Gemeinsam mit seinen Brüdern Donnie und Paul leitet Mark Wahlberg seit August 2011 die Restaurantkette Wahlburgers. Zudem half er bei der Entwicklung von Nahrungsergänzungsmitteln mit, die unter dem Namen „MarkedNutrition“ verkauft werden.

### Privatleben
Seit 2001 lebt Wahlberg mit dem US-amerikanischen Model Rhea Durham zusammen. Das Paar hat vier gemeinsame Kinder, zwei Söhne und zwei Töchter (* 2003, * 2006, * 2008, * 2010) und ist seit dem 1. August 2009 verheiratet. Im September 2013 holte Wahlberg seinen Highschool-Abschluss nach.

## Diskografie

### Alben
| Jahr | Titel                | Höchstplatzierung, Gesamtwochen, AuszeichnungChartplatzierungen (Jahr, Titel, Platzierungen, Wochen, Auszeichnungen, Anmerkungen) | Höchstplatzierung, Gesamtwochen, AuszeichnungChartplatzierungen (Jahr, Titel, Platzierungen, Wochen, Auszeichnungen, Anmerkungen) | Höchstplatzierung, Gesamtwochen, AuszeichnungChartplatzierungen (Jahr, Titel, Platzierungen, Wochen, Auszeichnungen, Anmerkungen) | Höchstplatzierung, Gesamtwochen, AuszeichnungChartplatzierungen (Jahr, Titel, Platzierungen, Wochen, Auszeichnungen, Anmerkungen) | Höchstplatzierung, Gesamtwochen, AuszeichnungChartplatzierungen (Jahr, Titel, Platzierungen, Wochen, Auszeichnungen, Anmerkungen) | Anmerkungen                                                                 |
| Jahr | Titel                | DE | AT | CH | UK | US | Anmerkungen                                                                 |
| ---- | -------------------- | --- | --- | --- | --- | --- | --------------------------------------------------------------------------- |
| 1991 | Music for the People | DE37 (13 Wo.)DE | AT35 (4 Wo.)AT | — | UK61 (1 Wo.)UK | US21 Platin · (45 Wo.)US | Erstveröffentlichung: 23. Juli 1991 als Marky Mark and the Funky Bunch      |
| 1992 | You Gotta Believe    | — | — | — | — | US67 (14 Wo.)US | Erstveröffentlichung: 15. September 1992 als Marky Mark and the Funky Bunch |
| 1994 | Life in the Streets  | DE10 (27 Wo.)DE | AT21 (10 Wo.)AT | CH42 (4 Wo.)CH | — | — | Erstveröffentlichung: 1994 als Prince Ital Joe feat. Marky Mark             |
| 1995 | The Remix Album      | — | — | — | — | — | Erstveröffentlichung: 1995 als Prince Ital Joe feat. Marky Mark             |

### Singles
| Jahr | Titel Album                          | Höchstplatzierung, Gesamtwochen, AuszeichnungChartplatzierungen (Jahr, Titel, Album, Platzierungen, Wochen, Auszeichnungen, Anmerkungen) | Höchstplatzierung, Gesamtwochen, AuszeichnungChartplatzierungen (Jahr, Titel, Album, Platzierungen, Wochen, Auszeichnungen, Anmerkungen) | Höchstplatzierung, Gesamtwochen, AuszeichnungChartplatzierungen (Jahr, Titel, Album, Platzierungen, Wochen, Auszeichnungen, Anmerkungen) | Höchstplatzierung, Gesamtwochen, AuszeichnungChartplatzierungen (Jahr, Titel, Album, Platzierungen, Wochen, Auszeichnungen, Anmerkungen) | Höchstplatzierung, Gesamtwochen, AuszeichnungChartplatzierungen (Jahr, Titel, Album, Platzierungen, Wochen, Auszeichnungen, Anmerkungen) | Anmerkungen                                                           |
| Jahr | Titel Album                          | DE | AT | CH | UK | US | Anmerkungen                                                           |
| ---- | ------------------------------------ | --- | --- | --- | --- | --- | --------------------------------------------------------------------- |
| 1991 | Good Vibrations Music for the People | DE3 (19 Wo.)DE | AT15 (12 Wo.)AT | CH1 (15 Wo.)CH | UK14 (7 Wo.)UK | US1 Gold · (19 Wo.)US | Erstveröffentlichung: 25. Juli 1991 feat. Loleatta Holloway           |
| 1991 | Wildside Music for the People        | DE33 (6 Wo.)DE | AT26 (2 Wo.)AT | CH18 (4 Wo.)CH | UK42 (3 Wo.)UK | US10 Gold · (19 Wo.)US | Erstveröffentlichung: 23. Oktober 1991                                |
| 1992 | I Need Money Music for the People    | — | — | — | — | US61 (7 Wo.)US | Erstveröffentlichung: 1992                                            |
| 1992 | You Gotta Believe                    | — | — | — | UK54 (4 Wo.)UK | US49 (10 Wo.)US | Erstveröffentlichung: 1992                                            |
| 1993 | Happy People Life in the Streets     | DE4 Gold · (31 Wo.)DE | AT23 (9 Wo.)AT | CH22 (15 Wo.)CH | — | — | Erstveröffentlichung: November 1993 Prince Ital Joe feat. Marky Mark  |
| 1994 | United Life in the Streets           | DE1 Platin · (23 Wo.)DE | AT6 (12 Wo.)AT | CH9 (21 Wo.)CH | UK79 (4 Wo.)UK | — | Erstveröffentlichung: 11. April 1994 Prince Ital Joe feat. Marky Mark |
| 1994 | Life in the Streets                  | DE11 Gold · (24 Wo.)DE | — | CH5 (15 Wo.)CH | — | — | Erstveröffentlichung: 1994 Prince Ital Joe feat. Marky Mark           |
| 1995 | Babylon Life in the Streets          | DE17 (15 Wo.)DE | — | CH35 (7 Wo.)CH | — | — | Erstveröffentlichung: 1995 Prince Ital Joe feat. Marky Mark           |
| 1995 | No Mercy (The Fist of the Tiger) –   | DE44 (10 Wo.)DE | — | CH37 (4 Wo.)CH | — | — | Erstveröffentlichung: 1995                                            |
| 1996 | Hey DJ –                             | DE58 (10 Wo.)DE | — | — | — | — | Erstveröffentlichung: 22. November 1996                               |

Weitere Singles
- 1992: On the House Tip
- 1992: Peace
- 1992: Gonna Have a Good Time
- 1992: Loungin
- 1993: Can’t Stop We
- 1995: Rastaman Vibration
- 1997: Feel the Vibe
- 1997: Best of My Love
- 1994: I Want You (Super Mario Bros. Soundtrack)
- 1995: That’s the Way I Like It (One Love feat. Marky Mark)
- 1998: Here with Me

## Videospiel
- Marky Mark and the Funky Bunch: Make My Video

## Filmografie (Auswahl)

### Als Schauspieler
- 1993: Out All Night (Fernsehserie, Folge 1x17 Under My Thumb)
- 1993: Die Wahrheit führt zum Tod (The Substitute, Fernsehfilm)
- 1994: Mr. Bill (Renaissance Man)
- 1995: Jim Carroll – In den Straßen von New York (The Basketball Diaries)
- 1996: Fear – Wenn Liebe Angst macht (Fear)
- 1997: Traveller – Die Highway-Zocker (Traveller)
- 1997: Boogie Nights
- 1998: The Big Hit
- 1999: Corruptor – Im Zeichen der Korruption (The Corruptor)
- 1999: Three Kings – Es ist schön König zu sein (Three Kings)
- 2000: The Yards – Im Hinterhof der Macht (The Yards)
- 2000: Der Sturm (The Perfect Storm)
- 2001: Planet der Affen (Planet of the Apes)
- 2001: Rock Star
- 2002: The Truth About Charlie
- 2003: The Italian Job – Jagd auf Millionen (The Italian Job)
- 2004: I Heart Huckabees
- 2005: Vier Brüder (Four Brothers)
- 2006: Unbesiegbar – Der Traum seines Lebens (Invincible)
- 2006: Departed – Unter Feinden (The Departed)
- 2007: Shooter
- 2007: Helden der Nacht – We Own the Night (We Own the Night)
- 2008: The Happening
- 2008: Max Payne
- 2009: In meinem Himmel (The Lovely Bones)
- 2010: Date Night – Gangster für eine Nacht (Date Night)
- 2010: Die etwas anderen Cops (The Other Guys)
- 2010: The Fighter
- 2012: Contraband
- 2012: Ted
- 2013: Broken City
- 2013: Pain & Gain
- 2013: 2 Guns
- 2013: Lone Survivor
- 2014: Transformers: Ära des Untergangs (Transformers: Age of Extinction)
- seit 2014: Wahlburgers (Fernsehserie)
- 2014: The Gambler
- 2015: Mojave
- 2015: Entourage
- 2015: Ted 2
- 2015: Daddy’s Home – Ein Vater zu viel (Daddy’s Home)
- 2016: Deepwater Horizon
- 2016: Boston (Patriots Day)
- 2017: Transformers: The Last Knight
- 2017: Daddy’s Home 2 – Mehr Väter, mehr Probleme! (Daddy’s Home 2)
- 2017: Alles Geld der Welt (All the Money in the World)
- 2018: Mile 22
- 2018: Plötzlich Familie (Instant Family)
- 2020: Spenser Confidential
- 2020: Good Joe Bell
- 2020: Scooby! Voll verwedelt (Scoob!, Stimme von Blue Falcon)
- 2021: Infinite – Lebe unendlich (Infinite)
- 2022: Uncharted
- 2022: Father Stu
- 2022: Me Time
- 2023: The Family Plan
- 2024: Arthur der Große
- 2024: The Union
- 2025: Flight Risk

### Als Produzent
- 2007: We Own the Night
- 2010: The Fighter
- 2012: Contraband
- 2013: Lone Survivor
- 2015: Entourage
- 2016: Deepwater Horizon
- 2018: Mile 22
- 2018: Plötzlich Familie (Instant Family)
- 2020: Spenser Confidential
- 2021: Infinite – Lebe unendlich (Infinite)
- 2022: Father Stu
- 2023: The Family Plan
- 2024: The Union

### Als Executive Producer
- 2004: Juvies
- 2004–2011: Entourage (Fernsehserie)
- 2008–2010: In Treatment – Der Therapeut (In Treatment, Fernsehserie)
- 2010–2011: How to Make It in America (Fernsehserie)
- 2010–2014: Boardwalk Empire (Fernsehserie)
- 2013: Prisoners
- 2015–2019: Ballers (Fernsehserie)
- 2016–2018: Shooter (Fernsehserie)

## Nominierungen
- 1997: MTV Movie Awards: Bester Bösewicht in Fear – Wenn Liebe Angst macht
- 1998: MTV Movie Awards: Beste Tanzszene in Boogie Nights
- 1998: Satellite Award: Bester Hauptdarsteller Film in Boogie Nights
- 1998: Screen Actors Guild Awards: Bestes Schauspielerensemble in Boogie Nights
- 2001: Blockbuster Entertainment Awards: Lieblingsnebendarsteller – Drama in Der Sturm
- 2005: Chlotrudis Award: Bester Nebendarsteller in I Heart Huckabees
- 2005: Satellite Award: Bester Nebendarsteller in einer Komödie oder Musical in I Heart Huckabees
- 2005: Black Reel Award: Bestes Schauspielerensemble in Four Brothers
- 2006: Toronto Film Critics Association Awards: Bester Nebendarsteller in Departed – Unter Feinden
- 2007: Oscar: Bester Nebendarsteller in Departed – Unter Feinden
- 2007: Golden Globe Award: Bester Nebendarsteller in Departed – Unter Feinden
- 2007: Online Film Critics Society Awards: Bester Nebendarsteller in Departed – Unter Feinden
- 2007: Screen Actors Guild Awards: Bestes Schauspielerensemble in Departed – Unter Feinden
- 2007: MTV Movie Awards: Bester Kuss in Unbesiegbar – Der Traum seines Lebens mit Elizabeth Banks
- 2007: Emmy in der Kategorie Comedy für Entourage
- 2008: Teen Choice Awards: Bester Darsteller – Drama für Helden der Nacht – We Own the Night
- 2008: Emmy in der Kategorie Comedy für Entourage
- 2009: Emmy in der Kategorie Comedy für Entourage
- 2009: Goldene Himbeere: Schlechtester Hauptdarsteller in The Happening und Max Payne
- 2010: San Diego Film Critics Society Awards: Bestes Schauspielerensemble in The Fighter
- 2010: Washington DC Area Film Critics Association Awards: Bestes Schauspielerensemble in The Fighter
- 2011: Oscar: Bester Film für The Fighter
- 2011: Golden-Globe: Bester Hauptdarsteller (Drama) in The Fighter
- 2011: Screen Actors Guild Awards: Bestes Schauspielerensemble in The Fighter
- 2011: Teen Choice Awards: Beste Filmchemie (mit Will Ferrell) in Die etwas anderen Cops
- 2018: Goldene Himbeere: Schlechtester Hauptdarsteller in Daddy’s Home 2 – Mehr Väter, mehr Probleme! und Transformers: The Last Knight
- 2022: Goldene Himbeere: Schlechtester Film für Infinite – Lebe unendlich
- 2022: Goldene Himbeere: Schlechtester Schauspieler in Infinite – Lebe unendlich
- 2023: Goldene Himbeere: Himbeeren-Erlöser-Award in Father Stu

## Auszeichnungen

### Als Musiker
- 1991: Bravo Otto in Gold in der Kategorie Dancefloor
- 1992: Silberner Bravo Otto in der Kategorie Dancefloor/Rap
- 1992: Smash Hits Poll Awards in den Kategorien Best Dance Act, Best ..?

### Als Schauspieler und Produzent
- 2006: National Board of Review: Bestes Schauspielerensemble in Departed – Unter Feinden
- 2007: National Society of Film Critics Award: Bester Nebendarsteller in Departed – Unter Feinden
- 2007: British Academy Television Award in der Kategorie Beste internationale Sendung für Entourage
- 2010: Stern auf dem Hollywood Walk of Fame
- 2014: Critics’ Choice Movie Award: Bester Schauspieler in einem Actionfilm in Lone Survivor